# Willoughby Tucker, I’ll Always Love You
A Willoughby Tucker, I’ll Always Love You Ethel Cain amerikai énekes-dalszerző és producer második stúdióalbuma, amely a Daughters of Cain kiadón keresztül jelent meg 2025. augusztus 8-án. Az évben második projektje volt a Perverts után, illetve történetileg a debütáló lemeze, a Preacher’s Daughter (2022), előzménye. 1986-ban játszódik, öt évvel az első album előtt. Két kislemez jelent meg róla 2025 júniusában és júliusában, a Nettles és a Fuck Me Eyes.
Megjelenését követően az albumot szakértők méltatták, illetve kereskedelmileg is jól teljesített, a slágerlisták első tíz helyén szerepelt Ausztráliában, Skóciában és Új-Zélandon is. Népszerűsítésére Anhedönia megkezdte a The Willoughby Tucker Forever Tourt, 2025. augusztustól novemberig.

## Háttér
Hayden Anhedönia 2022-ben adta ki első stúdióalbumát, a Preacher’s Daughtert, Ethel Cain karakterében, amelyet a szakértők méltattak, és rajongói kultuszt alakított ki az énekesnő körül. Az év végén kiadott interjúkban megosztotta, hogy ki fog adni egy középlemezt, amely az album narratívájának előzménye lesz. Kijelentette, hogy a projekt a főszereplő Ethel tinédzser éveire – és szerelmére Willoughbyval – fog koncentrálni. Willoughbyról írta az A House in Nebraska című számot.
Anhedönia a dalok egy részének demófelvételeit SoundCloudon osztotta meg, amelyekről a The Line of Best Fit azt írta, hogy valószínűleg az eredeti albumra fel nem kerülő B oldalak voltak. Egy Interview magazinnak adott interjújában az énekesnő azt nyilatkozta, hogy megpróbálja minél hamarabb befejezni a lemezt, hogy még 2023-ban kiadhassa. 2024-ben a Stereogum lehozott egy cikket, amelyben azt írta, hogy Anhedönia a közeljövőben ki fog adni egy középlemezt Willoughby Tucker, I’ll Always Love You címen.

## Koncepció
A Willoughby Tucker, I’ll Always Love You koncepcióalbum, amelynek története a Preacher’s Daughter (2022) előzményeként szolgál. Anhedönia azt nyilatkozta róla, hogy leírja „az évet, „amelyben minden örökké megváltozott.”

## Számlista
Az összes dal szerzője Hayden Anhedönia, kivéve ahol másképp feltüntetve. 
| Willoughby Tucker, I’ll Always Love You | Willoughby Tucker, I’ll Always Love You | Willoughby Tucker, I’ll Always Love You    | Willoughby Tucker, I’ll Always Love You | Willoughby Tucker, I’ll Always Love You | Willoughby Tucker, I’ll Always Love You | Willoughby Tucker, I’ll Always Love You | Willoughby Tucker, I’ll Always Love You | Willoughby Tucker, I’ll Always Love You | Willoughby Tucker, I’ll Always Love You |
|                                         | Cím                                     | Szerző(k)                                  | Hossz                                   |                                         |                                         |                                         |                                         |                                         |                                         |
| --------------------------------------- | --------------------------------------- | ------------------------------------------ | --------------------------------------- | --------------------------------------- | --------------------------------------- | --------------------------------------- | --------------------------------------- | --------------------------------------- | --------------------------------------- |
| 1.                                      | Janie                                   | Anhedönia Matthew Tomasi                   | 5:00                                    |                                         |                                         |                                         |                                         |                                         |                                         |
| 2.                                      | Willoughby’s Theme                      |                                            | 4:44                                    |                                         |                                         |                                         |                                         |                                         |                                         |
| 3.                                      | Fuck Me Eyes                            |                                            | 6:04                                    |                                         |                                         |                                         |                                         |                                         |                                         |
| 4.                                      | Nettles                                 |                                            | 8:03                                    |                                         |                                         |                                         |                                         |                                         |                                         |
| 5.                                      | Willoughby’s Interlude                  |                                            | 7:27                                    |                                         |                                         |                                         |                                         |                                         |                                         |
| 6.                                      | Dust Bowl                               | Anhedönia Canaan Dove Amber Clay E. Parton | 6:26                                    |                                         |                                         |                                         |                                         |                                         |                                         |
| 7.                                      | A Knock at the Door                     |                                            | 5:24                                    |                                         |                                         |                                         |                                         |                                         |                                         |
| 8.                                      | Radio Towers                            |                                            | 5:12                                    |                                         |                                         |                                         |                                         |                                         |                                         |
| 9.                                      | Tempest                                 | Anhedönia Angel Diaz                       | 10:00                                   |                                         |                                         |                                         |                                         |                                         |                                         |
| 10.                                     | Waco, Texas                             | Anhedönia Tomasi                           | 15:15                                   |                                         |                                         |                                         |                                         |                                         |                                         |
| 73:35                                   |                                         |                                            |                                         |                                         |                                         |                                         |                                         |                                         |                                         |

Hangminták
- Dust Bowl: Stars Will Fall, eredetileg előadta: Duster, szerezte: Canaan Dove Amber és Clay Parton.[12]

## Közreműködők
A Tidal adatai alapján.
- Hayden Anhedönia – éneklés, producer, keverés, hangmérnök (összes); szintetizátor (1, 3, 5, 8–10), háttérénekes (1, 4), zongora (2, 6), bendzsó (4), akusztikus gitár (7)
- Matthew Tomasi – maszterelés (összes), elektromos gitár (1–5), háttérénekes (1), producer (2), dobok (6, 9, 10)
- Mattias Hency – szintetizátor (3)
- Dillon Hodges – bendzsó (4)
- Bryan De Leon – dobok (4)
- Danny Carpenter – hegedű (4)
- Steve Colyer – orgona (4)
- Todd Beene – további gitár (4)
- Angel Diaz – további gitár (6, 10); háttérénekes, zongora (9)

## Albumlisták
A Willoughby Tucker, I’ll Always Love You 12. helyen debütált a brit albumlistán 2025. augusztus 15-én, Cain második top 20-as lemeze lett az országban a Preacher’s Daughter után, amely tizedik lett négy hónappal korábban, 2022-es megjelenése ellenére. Ausztráliában, Skóciában és Új-Zélandon is az adott toplista első tíz helyének egyikén szerepelt
| Albumlista (2025)                             | Legmagasabb pozíció |
| --------------------------------------------- | ------------------- |
| Ausztrália (ARIA)                             | 5                   |
| Belgium (Ultratop Flandria)                   | 11                  |
| Belgium (Ultratop Vallónia)                   | 92                  |
| Egyesült Királyság (UK Albums Chart)          | 12                  |
| Egyesült Királyság (UK Americana)             | 1                   |
| Egyesült Királyság (UK Independent Albums)    | 3                   |
| Egyesült Királyság (Scottish Albums)          | 2                   |
| Finnország (Musiikkituottajat Albumit Top 50) | 38                  |
| Hollandia (Dutch Charts Album Top 100)        | 11                  |
| Írország (IRMA)                               | 17                  |
| Németország (Offizielle Top 100)              | 16                  |
| Svédország (Sverigetopplistan)                | 48                  |
| Új-Zéland (RMNZ)                              | 5                   |

## Kiadások
| Régió       | Dátum              | Formátum                                         | Kiadó             | For.   |
| ----------- | ------------------ | ------------------------------------------------ | ----------------- | ------ |
| Világszerte | 2025. augusztus 8. | zeneletöltés streaming CD hanglemez magnókazetta | Daughters of Cain | [ 28 ] |